# Entre Rios Tacuaral
Entre Rios Tacuaral es una localidad boliviana perteneciente al municipio de Chimoré, ubicado en la provincia de Carrasco del departamento de Cochabamba. En cuanto a distancia, Entre Ríos Tacuaral se encuentra a 202 km de la ciudad de Cochabamba, la capital departamental, a 11 km de Senda III y a 14 km de Chimoré. 
Según el último censo de 2012 realizado por el Instituto Nacional de Estadística de Bolivia (INE), la localidad cuenta con una población de 2509 habitantes y está situada a 207 metros sobre el nivel del mar.

## Demografía

### Población de Entre Ríos Tacuaral
| Año  | Población | Fuente                  |
| ---- | --------- | ----------------------- |
| 1992 | 1567      | Censo boliviano de 1992 |
| 2001 | 1890      | Censo boliviano de 2001 |
| 2012 | 2509      | Censo boliviano de 2012 |